# José Antonio Calcaño (músico)
José Antonio Calcaño Calcaño (Caracas, Venezuela, 23 de marzo de 1900 - Caracas, Venezuela, 11 de  septiembre de 1978) fue un compositor venezolano, miembro fundador de la Orquesta Sinfónica Venezuela. 

## Biografía
Fue el cuarto de los seis hijos de Emilio Calcaño Sanabria (hijo de José Antonio Calcaño) y Josefa Antonia Calcaño Sánchez (hija de Eduardo Calcaño). Su labor musical la compartió con sus funciones como diplomático. Desde muy temprana se inició en el mundo de la música al recibir clases de piano y solfeo (1904-1905). 
En 1906 continua los estudios musicales en el Colegio Alemán Froebel de Caracas y posteriormente en 1912 recibe clases de violonchelo de la profesora mexicana Mercedes Rivas, discípula del maestro Pablo Casals. 
Junto a Vicente Emilio Sojo y a su primo Miguel Ángel Calcaño, forma parte del movimiento artístico "Renovación". Aunque se inscribió en la facultad de Medicina de la Universidad Central de Venezuela, al poco tiempo abandonó los estudios para dedicarse a tiempo completo a la música. 
En 1918, en compañía de Francisco Pimentel (Job Pim), Leoncio Martínez y José Rafael Pocaterra, funda el diario humorístico  «Pitorreos». Durante este tiempo inicia una columna de crítica y apreciación musical en los diarios El Sol y El Heraldo, la cual escribía con el seudónimo de «Juan Sebastián». 
En 1928, figura entre los miembros fundadores del Orfeón Lamas, y de la Orquesta Sinfónica de Venezuela donde toca como violonchelista. Entre 1929 y 1930, estrena sus primeras composiciones para coro mixto, Madrigal campestre (1929) y Canción pagana (1930), al tiempo que mantiene su actividad de crítico musical en los diarios El Universal y El Nuevo Diario, siempre con el mismo seudónimo.
Paralelamente a su carrera musical ingresa al servicio diplomático como oficial de la Dirección de Gabinete del Ministerio de Relaciones Exteriores (1929-1932). Como agregado civil de la Legación de Venezuela en Berna, tuvo la oportunidad de asistir a los cursos del Conservatorio de Música de dicha ciudad.  
En noviembre de 1936 fue nombrado cónsul de Venezuela en Dublín y en 1937 de Saint Louis (Estados Unidos).  
En noviembre del mismo año (1937) fue nombrado jefe de servicio de la Dirección de Gabinete del Ministerio de Relaciones Exteriores y al año siguiente jefe de la Sección de Economía de la Dirección de Economía en la Dirección de Política Económica de ese ministerio.  
En 1939 fue Consejero de la Legación de Venezuela en Londres y en 1940, jefe de la Oficina de Comercio Exterior del Ministerio de Relaciones Exteriores. También en 1940, funda la Coral Polifónica de la cual es director hasta 1953.  
En 1945 como Jefe de Gabinete del canciller Esteban Gil Borges, forma parte de la delegación venezolana que asiste a la Conferencia fundadora de la Organización de las Naciones Unidas (ONU) en San Francisco. En 1946, ya retirado del servicio diplomático, se residencia en Estados Unidos donde permanece hasta 1950.  
A su regreso a Venezuela, funda y dirige el conservatorio Teresa Carreño (1951-1959), la coral Creole (1952) y el conjunto orfeónico Los Madrigalistas (1953). Entre 1954 y 1964 se desempeñó como profesor de Apreciación Musical en la Universidad Central de Venezuela, y como crítico musical del diario El Nacional.  
Por este tiempo, inició un programa de conciertos por Radio Caracas Televisión, así como un programa de charlas divulgativas que tenían el nombre de «Por el mundo de la cultura» (Radio Caracas Televisión, 1957-1958; Venezolana de Televisión, 1973-1976; Televisora Nacional, canal 5, 1976-1978 y Radio Caracas Radio, 1975-1978) que alcanza una amplia sintonía.  
Como compositor produjo obras para coro, el ballet en 5 cuadros Miranda en Rusia (1945), la Primera sinfonía (inconclusa) (1946), Desolación y gloria y el oratorio De profundis: Desolacion y Gloria  en homenaje al libertador Simón Bolívar. En 1958, recibió el Premio Municipal de Literatura por su libro La ciudad y su música.